# Gottfried Treviranus
Gottfried Treviranus est un homme politique allemand, né le 20 mars 1891 à Schieder (Principauté de Lippe) et mort le 7 juin 1971 à Florence (Italie).
Membre du Parti national du peuple allemand (le DNVP) puis du Parti populaire conservateur (le KVP), il est ministre des Territoires occupés puis ministre sans portefeuille en 1930 et ministre des Transports de 1931 à 1932.

## Sources
- (de) Cet article est partiellement ou en totalité issu de l’article de Wikipédia en allemand intitulé « Gottfried Treviranus » (voir la liste des auteurs).